# Bitz

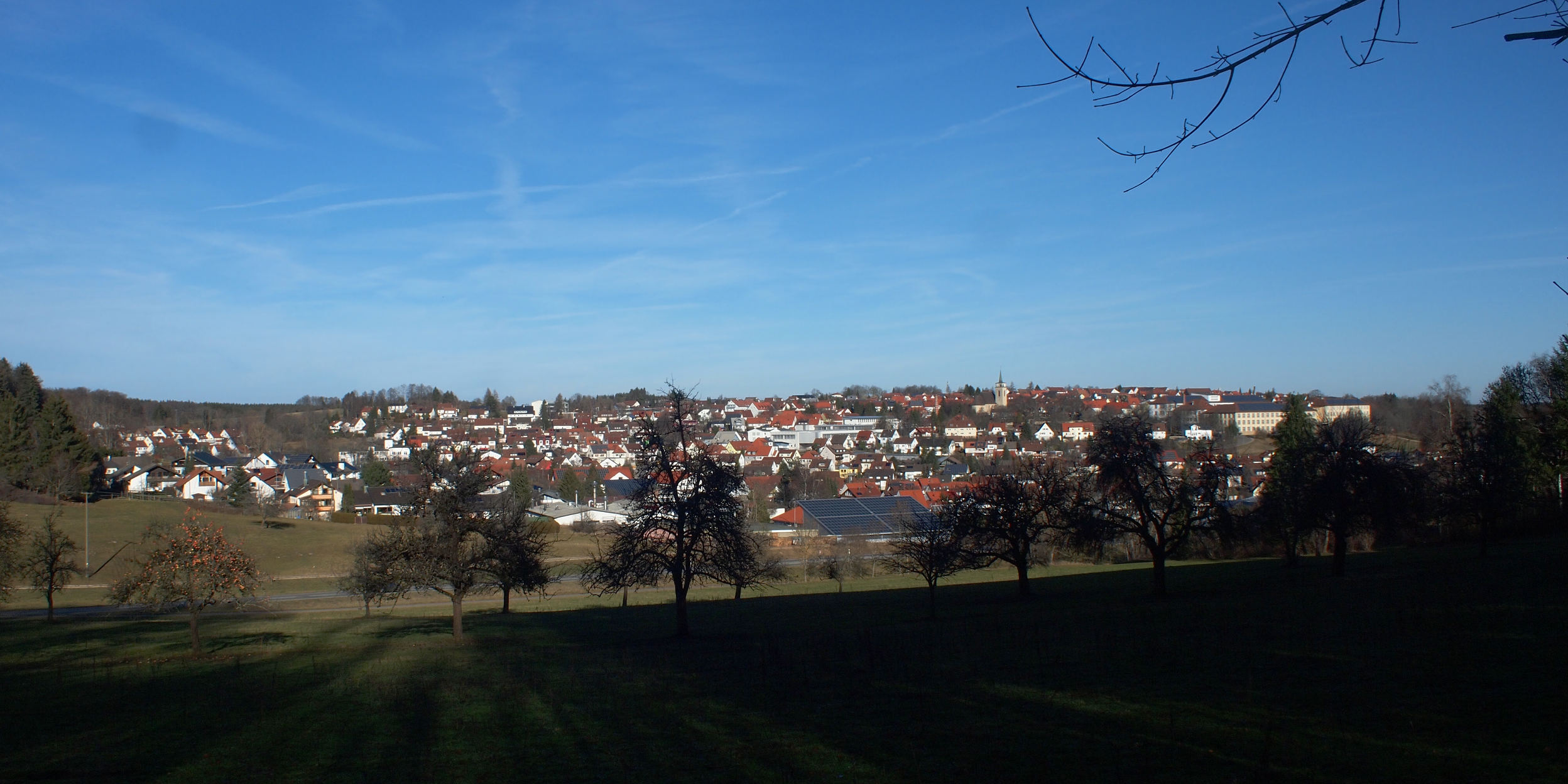
Bitz von Südwesten gesehen (2015)

Bitz ist eine Gemeinde im Zollernalbkreis im Regierungsbezirk Tübingen in Baden-Württemberg (Deutschland). Zur Gemeinde Bitz gehören keine weiteren Ortschaften.

## Geographie

### Geographische Lage
Die Gemeinde liegt auf der Hochfläche der südwestlichen Schwäbischen Alb zwischen 774,4 m ü. NHN im Harthauser Tal und 928,6 m ü. NHN beim Wasser-Hochbehälter.
|          | Burladingen                                 | Gauselfingen |
| Albstadt | Kompassrose, die auf Nachbargemeinden zeigt | Neufra       |
|          | Straßberg                                   | Winterlingen |

### Geologie
Die Geologie von Bitz setzt sich im Wesentlichen aus Gestein aus dem Oberjura zusammen.

### Ausdehnung des Gemeindegebiets
Die Gemarkung von Bitz umfasst 882 Hektar.

### Nachbargemeinden
Folgende Städte und Gemeinden grenzen an die Gemeinde Bitz, sie werden im Uhrzeigersinn beginnend im Norden genannt: Burladingen, Neufra (Landkreis Sigmaringen), Winterlingen, Albstadt.

### Klima
Das Klima ist typisch für eine Ortschaft auf der Schwäbischen Alb. Am 1. März 2005 wurde an der Wetterstation auf dem unmittelbar benachbarten Flugplatz Albstadt-Degerfeld die kälteste jemals in Baden-Württemberg gemessene Temperatur von −36,1 °C verzeichnet. Mit durchschnittlich 1887 Sonnenstunden pro Jahr ist Bitz einer der sonnenreichsten Orte in Deutschland.

### Schutzgebiete
Bitz liegt im Landschaftsschutzgebiet Albstadt-Bitz, das den Ort im Westen, Süden und Osten umschließt. Weitere Schutzgebiete nach Naturschutzrecht sind auf der Gemarkung nicht ausgewiesen.

## Geschichte

### Frühgeschichte
Bereits in der Steinzeit, Jungsteinzeit und Bronzezeit war das Gebiet um das heutige Bitz Jagd- und Weideland. Aus der Hallstattzeit stammen erste Siedlungsstellen, zum Beispiel im Gewann Kritter mit Keramikfunden und Grabanlagen. Sie stehen im Zusammenhang mit einer zeitgleichen Nekropole auf dem Degerfeld rund 1,5 Kilometer nordwestlich des Gewanns Kritter.
In der Antike führte, von Laiz an der Donau über Winterlingen kommend und weiter über Hermannsdorf eine Römerstraße zum Kastell Burladingen an den so genannten Alblimes. Funde römischer Goldmünzen an der Dorfhülbe beim Hindenburgplatz sind Zeugnisse dieser Zeit. Die Römer nutzten eine Wasserstelle neben der Straße. Scheu geht in seiner Ortschronik davon aus, dass aus der lateinischen Bezeichnung für Zisterne pucio (ital.: pozzo) sich nicht nur das Wort Pfütze, sondern auch der heutige Ortsname Bitz ableitet. Da das germanische „p“ sich aber gemäß der zweiten germanischen Lautverschiebung zu einem „pf“ wandelte, wovon die lateinischen Lehnwörter ebenfalls betroffen waren, ist diese Hypothese widerlegt. Der Name Bitz dürfte denselben Ursprung haben, wie gleich- und ähnlichlautende Gewannnamen in der Region, wie z. B.  Bitze in Onstmettingen.
"In der Mundart hört man für diese Flur auch Beim Zaun, was auf den Dorfetter am Ortsende schließen lässt".  Bitz wäre demzufolge die Bezeichnung für ein Gebiet oder ein Gehöft an der Grenze. Es darf vermutet werden, dass es sich  hierbei um die Grenze der Stadt Ebingen handeln könnte.
Um 260 n. Chr. kamen die Alamannen in die Gegend und siedelten im Bereich der heutigen Staigle- und Zeppelinstraße. Über den Namen der damaligen Siedlung ist nichts überliefert.

### Mittelalter
Im Frühmittelalter gehörten die Ländereien rund um Bitz zur Lichtensteiner Herrschaft. Sie nannten ihr Dorf Bütze. Die Bewohner von Bitz wurden erstmals 1337 auf einer Urkunde des Klosters Beuron als Bützer erwähnt. Am 5. November 1386 verkaufte Schweickhardt von Lichtenstein Bitz für 210 Pfund Heller (eine Silbermünze, die damals nicht gezählt, sondern gewogen wurde) an die Stadt Ebingen.

### Neuzeit
Im Dreißigjährigen Krieg wurde Bitz total verwüstet, die wenigen Überlebenden zogen 1641 nach Ebingen. 1648 begannen 65 Personen mit dem Wiederaufbau des Dorfes.

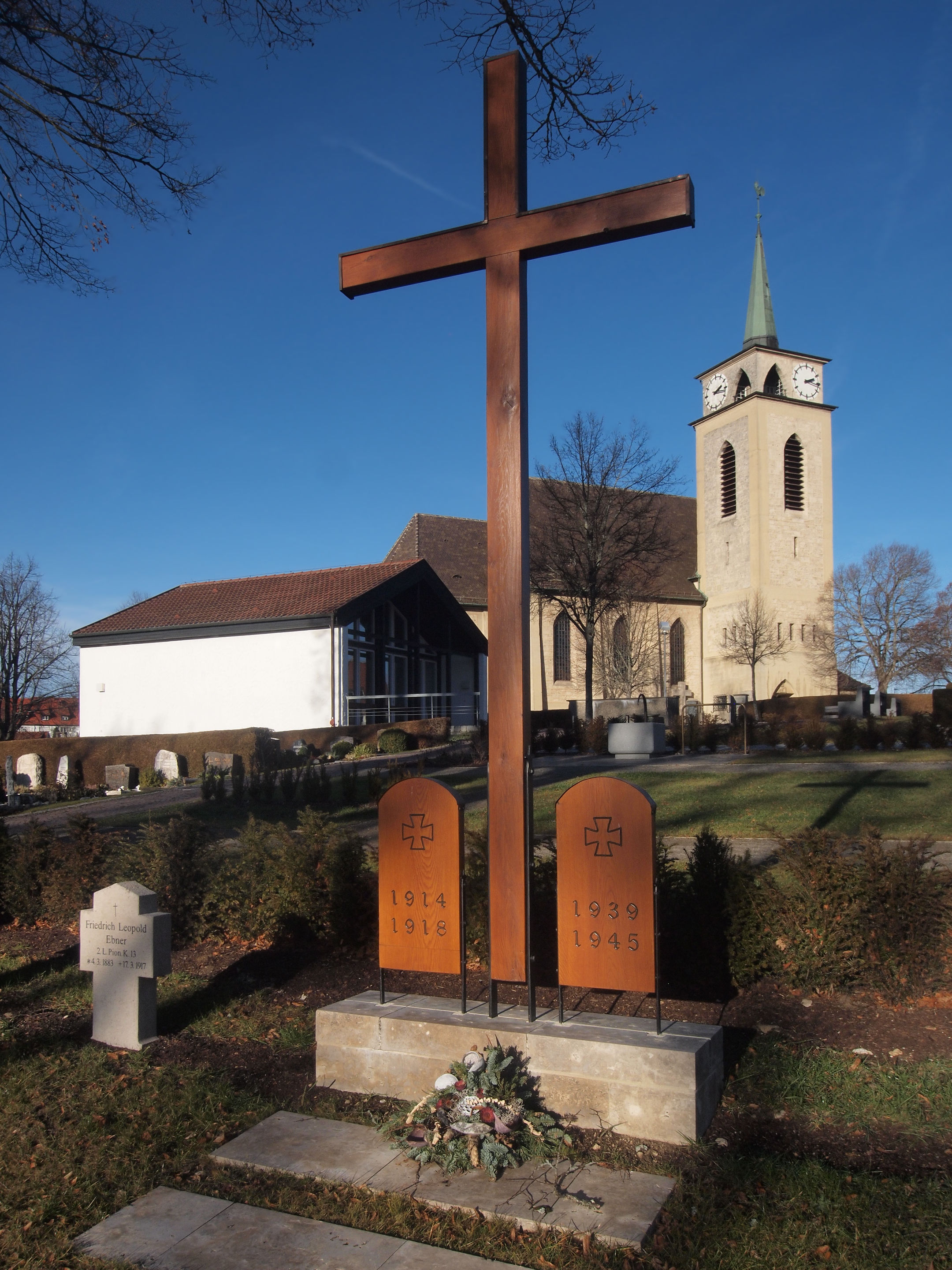
Kriegerdenkmal und Kirche

Um 1750 entstand das erste Privatgewerbe. Viele Strumpfweber arbeiteten für Ebinger Meister. Um 1779 war Bitz immer wieder von Krankheiten betroffen, etwa neun bis elf Personen starben jährlich an den Pocken. Im Jahre 1786 starben 31 Menschen am „hitzigen Fieber“ (Schweißfieber), die Chronik vermerkt: „Die dem Tode entgangenen blieben oft in schrecklicher Weise entstellt, blind, taub oder des Gebrauchs ihrer Glieder beraubt.“
1806, im Jahr der Erhebung Württembergs zum Königreich, kam Bitz zusammen mit Ebingen zum Oberamt Balingen. Am 26. September 1832 kaufte sich Bitz für 23.000 Gulden von Ebingen frei. Die Bauern verschuldeten sich hoch, lebten jetzt aber in einer eigenständigen Gemeinde. 1878 wurde ein Nadelwerk (später Groz-Beckert) in Bitz gegründet.
20. Jahrhundert
Die Verwaltungsreform von 1938 führte zur Zugehörigkeit zum Landkreis Balingen. 1945 wurde Bitz Teil der Französischen Besatzungszone und kam somit zum neu gegründeten Land Württemberg-Hohenzollern, das 1952 im Land Baden-Württemberg aufging.
Der Ort wuchs während des 20. Jahrhunderts. Im Jahre 1971 fanden 802 Leute Arbeit in der Nadelfabrik. Durch die Kreisreform in Baden-Württemberg gelangte die Gemeinde 1973 zum Zollernalbkreis. 1975 konnte sich Bitz erfolgreich gegen eine Eingemeindung nach Ebingen wehren. 1994 schloss die Nadelfabrik in Bitz. Viele Arbeiter wurden in Ebingen weiterbeschäftigt. In die Fabrikgebäude zog ein Hersteller von Ergometern.

## Politik

### Gemeinderat

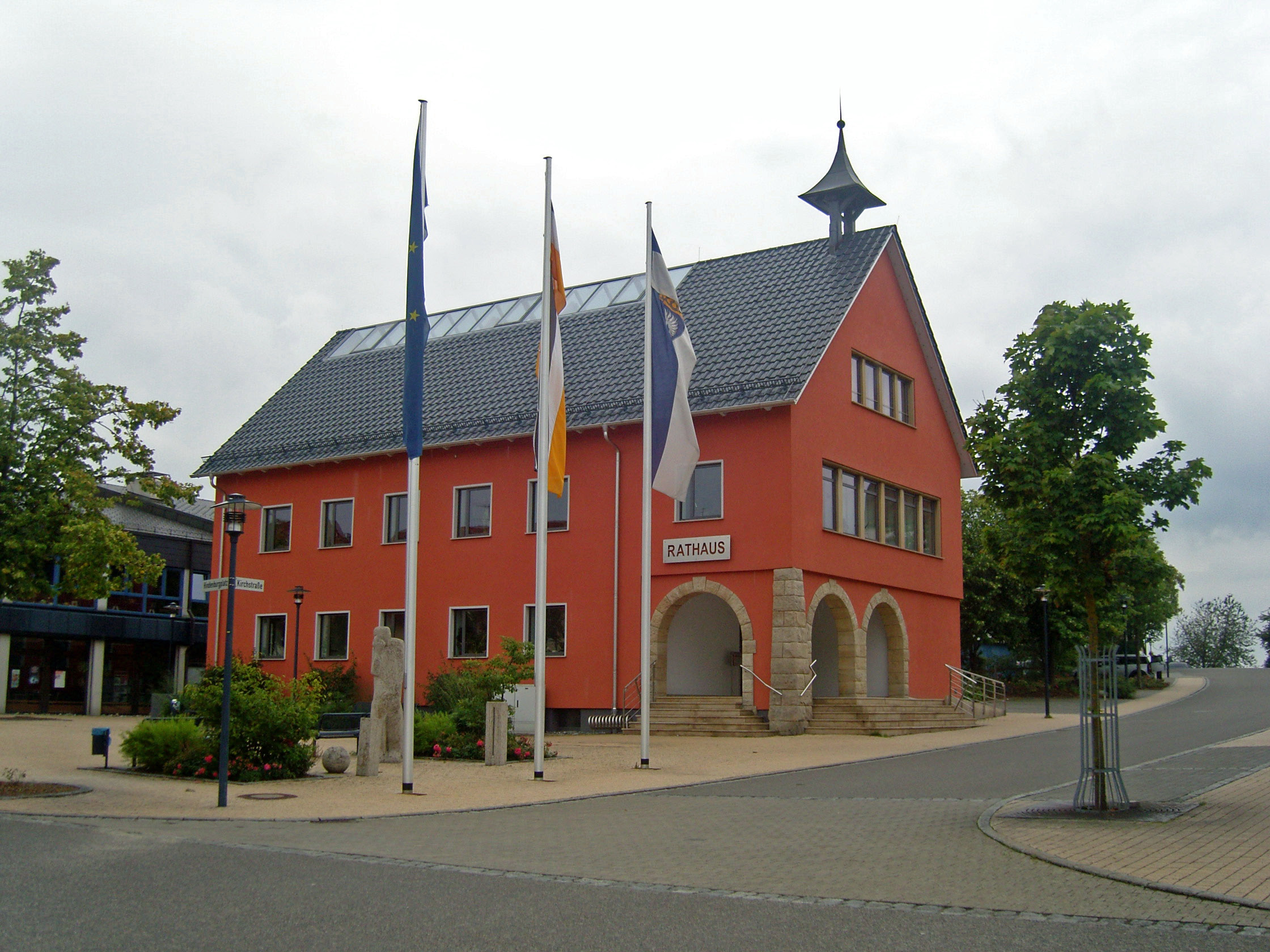
Rathaus von Bitz (2009)

Der Gemeinderat in Bitz besteht aus 14 Personen. Er besteht aus den gewählten ehrenamtlichen Gemeinderäten und der Bürgermeisterin als Vorsitzenden. Die Bürgermeisterin ist im Gemeinderat stimmberechtigt. Die Kommunalwahl am 9. Juni 2024 führte zu folgender Sitzverteilung:. Die Wahlbeteiligung lag bei 60,97 % (2019: 59,2 %).
- Bitzer Bürger – 58,92 %, 8 Sitze  (- 1)
- Freie Wähler Bitz – 41,07 %, 6 Sitze (+ 1)

### Bürgermeister
| - vor 1584: Ottmar Blücklin - 1584: Jacob Blicklin - 1602: Martin Blicklin - 1605: Michel Luikhard - 1622: Simon Schöller - 1633: Hans Blicklin - 1677: Martin Matthes - 1688: Jakob Schweitzer - 1690: Johannes Blicklin - 1692: Johannes Schick - 1702: Martin Schweizer - 1710: Michel Lebherz - 1724: Adam Blicklin - 1741: Martin Matthes - 1759: Johannes Faigle | - 1769: Christian Schaudt - 1780: Johannes Blickle - 1799: Jacob Stoll - 1806: Johann Martin Schick - 1825: Johann Jakob Schick - 1840: Martin Schick - 1848: Johann Jakob Schick - 1850: Martin Schick - 1853: Adolf Beck - 1856: Jakob Friedrich Blickle - 1882–1907: Conrad Schick - 1948–1978: Theodor Ambacher - k. A. Schiefer - k. A. Hans Baiker - 2000–2024: Hubert Schiele | - seit 2024: Raphaela Gonser |

### Wappen
Die Blasonierung des Wappens zeigt unter goldenem Schildhaupt eine liegende schwarze Hirschstange, einen silbernen Schwanenflügel auf blauem Grund. Den weißen Schwanenflügel auf blauem Grund führten die Lichtensteiner in ihrem Schild. Er wurde 1958 ins Gemeindewappen integriert.

## Kultur und Sehenswürdigkeiten

### Religionen

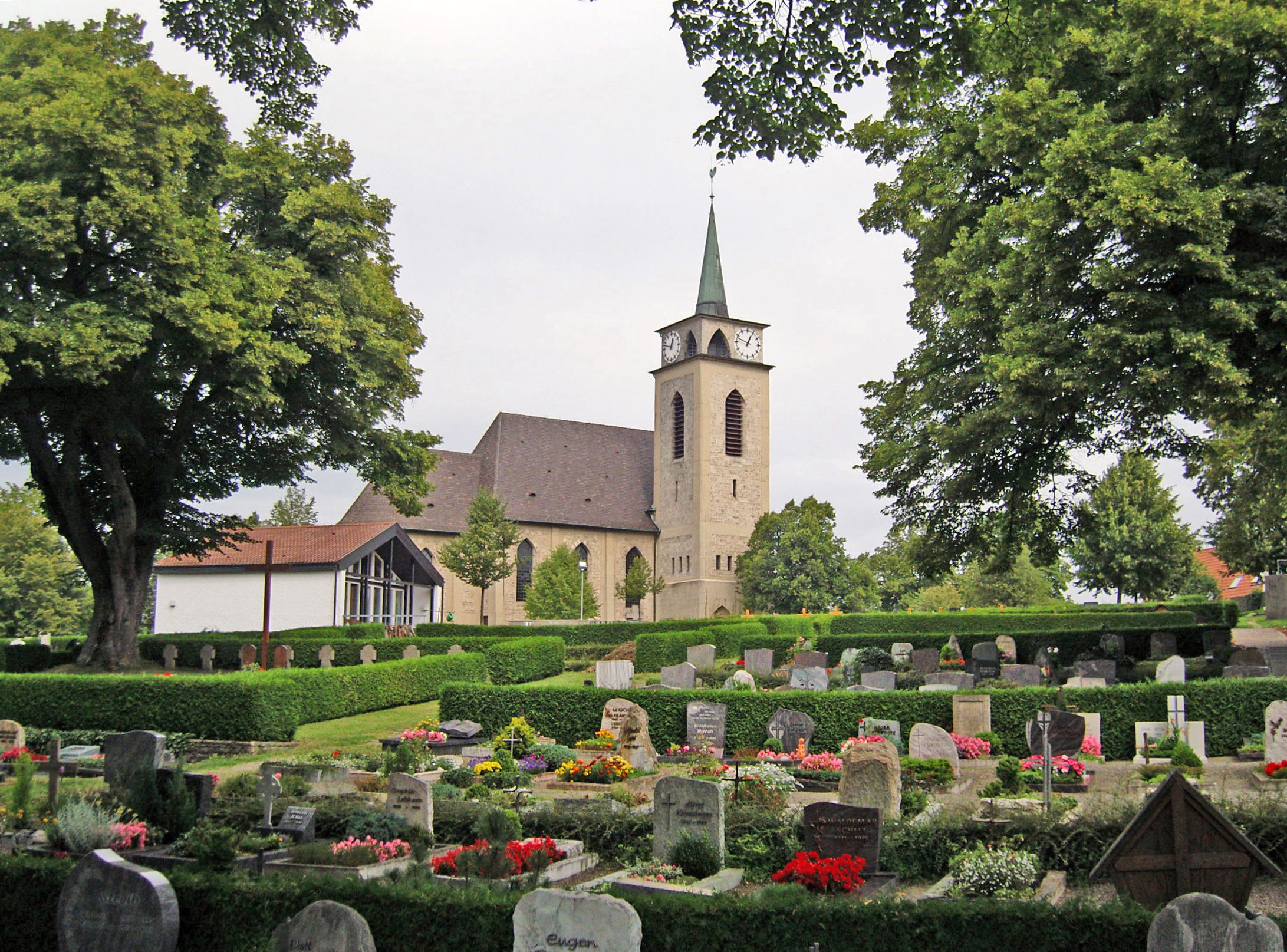
Ev. Kirche von Bitz (2009)

- Evangelische Nikolauskirche
- Katholische Kirche St. Michael

### Museen
- Bitzer Heimatkundemuseum im Dachgeschoss des Alten Schulhauses

### Naturdenkmäler
- Hohler Fels (7720/02), auch Hohlefels, Hohlenfels, Hohlenfelsen, Hohlerfelsen, Höhle bei Freudenweiler oder Marmorhöhle genannt, ist ein Natur- und Bodendenkmal.[11]
- Luther-Eiche

### Sport
In Bitz befinden sich Sport- und Tennisanlagen, eine zweizügige Sporthalle, eine Festhalle, ein Skihang, eine Skater- bzw. Eislauffläche sowie eine weitläufige Langlaufloipe und ausgeschilderte Wander- und Radfahrwege.

### Regelmäßige Veranstaltungen
- Hobbykünstlerausstellung
- 1. Mai: Fest mit Maibaumtradition
- Alle vier Jahre das Schnoga-Fest (zuletzt im Juli 2023), Stadtfest
- Frühjahrs- und Winterkonzert der Musikkapelle Bitz e. V.

## Wirtschaft und Infrastruktur

### Verkehr

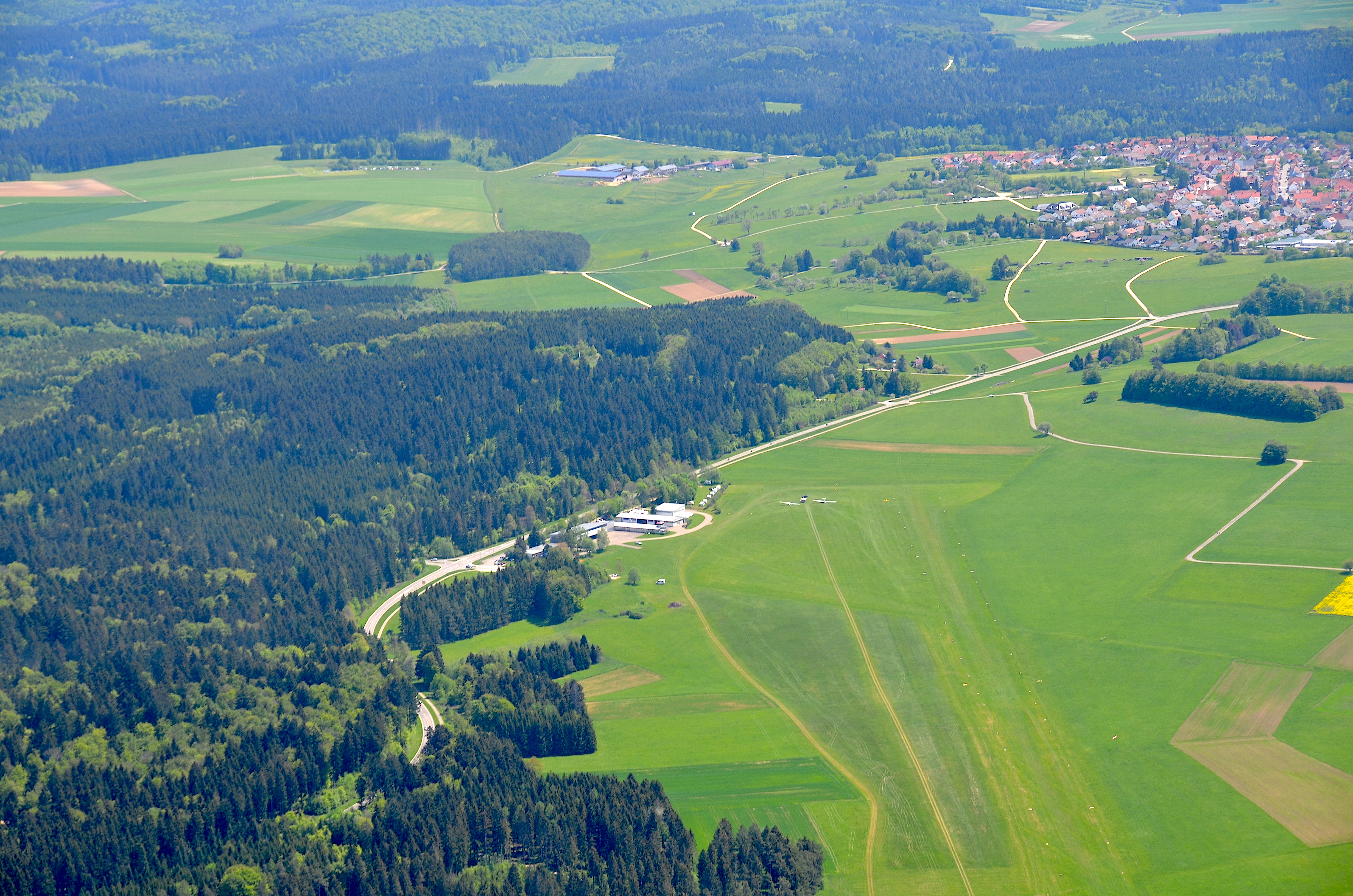
Bitz mit dem Flugplatz Albstadt-Degerfeld im Vordergrund

Die Landesstraßen 448 und 449 verbindet die Gemeinde mit Albstadt und den umliegenden Gemeinden und Städten.
Unmittelbar nordwestlich des Gemeindegebietes in zwei Kilometer Entfernung vom Kernort befindet sich der Flugplatz Albstadt-Degerfeld.
Der Öffentliche Nahverkehr wird durch den Verkehrsverbund Neckar-Alb-Donau (NALDO) gewährleistet. Die Gemeinde befindet sich auf der Wabengrenze 336/337.

### Ansässige Unternehmen
Es gibt Unternehmen für medizinische Geräte, elektrotechnische Produkte, Kunststoff- und Metallverarbeitung, sowie Onlineversandhändler und Textilunternehmer. Eines der größten ansässigen Unternehmen ist die Mey GmbH & Co. KG, die in Bitz ihren Logistikstandort unterhält.
Der bekannte Westernreiter Grischa Ludwig unterhält auf dem Schwantelhof ein Gestüt mit rund 150 Pferden.

### Bildung und sonstige Einrichtungen
In der Gemeinde gibt es eine öffentliche Schule. Diese trägt seit 2003 den Namen Lichtensteinschule Bitz und ist eine reine Grundschule. Im Sommer 2005 erhielt sie die Auszeichnung „Grundschule mit sport- und bewegungserzieherischem Schwerpunkt“, welche 2007 mit der Aktion „Roadwalker“ bestätigt wurde. Auch die Tatsache, dass die Schule sowohl eine moderne Sporthalle als auch ein eigenes Hallenbad hat, zeigt das sportliche Engagement. Am 7. Juni 2008 wurde zusätzlich eine Bewegungslandschaft eingeweiht.
Außerdem befindet sich in Bitz eine Außenstelle der Volkshochschule Albstadt.
Bitz unterhält eine Kindertagesstätte und zwei weitere Kindergärten sowie eine Gemeindebücherei. Neben einem Pflegeheim für ältere Menschen, betreibt Mariaberg e. V. seit 2021 eine Einrichtung für Menschen mit körperlichen und geistigen Beeinträchtigungen.

## Söhne und Töchter der Gemeinde
- Conrad Schick (1822–1901), Architekt, Altertumswissenschaftler, Archäologe, Kartograph und evangelischer Missionar in Jerusalem
- Robert Farle (* 1950), Politiker